# Royaume des Beni Abbès
Vous lisez un « article de qualité » labellisé en 2015.
Cette page contient des caractères tifinaghs. En cas de problème, consultez Aide:Unicode ou testez votre navigateur.
Pour des articles plus généraux, voir Régence d'Alger et Histoire de l'Algérie.
 (avril 2025).
1510–1872
Entités précédentes :
- Sultanat de Béjaïa
- dépendances des tribus Sedouikech

Entités suivantes :
- Algérie française

Le sultanat des Beni Abbès, en tamazight : ⵜⴰⴳⵍⴷⴰ ⵏ ⴰⵝ ⵄⴱⴱⴰⵙ (Tagelda n At Ɛebbas), en arabe : سلطنة بني عباس (salṭanat Beni Ɛabbas), est un ancien État d'Afrique du Nord, puis un fief et une principauté, contrôlant du XVIe siècle au XIXe siècle la petite Kabylie et ses alentours, dans l'actuelle Algérie. Il est désigné dans l'historiographie espagnole comme « reino de Labes » ; parfois plus communément désigné par sa famille régnante, les Mokrani, en kabyle ⴰⵜ ⵎⵓⵇⵔⴰⵏ At Muqran, en arabe أولاد مقران (Ouled Moqrane). Sa capitale est la Kalâa des Beni Abbès, une citadelle imprenable de la chaîne montagneuse des Bibans.
Le royaume est longtemps un bastion de résistance aux Espagnols, puis à la régence d'Alger avec laquelle toutefois elle conclut un pacte dès 1550 pour mener des expéditions conjointes. Bénéficiant d'une position stratégique, sur la route d'Alger à Constantine et sur celle de la mer Méditerranée au Sahara, sa capitale la Kalâa des Beni Abbès attire au XVIe siècle des Andalous, des chrétiens et des Juifs, fuyant l'Espagne ou Alger. Leur savoir-faire enrichit un tissu industriel local dont l'artisanat de la tribu des Aït Abbas est l'héritage. Les tribus aux alentours sont aussi le siège d'une intense activité intellectuelle et d'une tradition lettrée rivalisant avec celles d'autres villes du Maghreb.
À son apogée, l'influence du royaume des Beni Abbès s'étend de la vallée de la Soummam au Sahara et sa capitale la Kalâa rivalise avec les plus grandes villes. Au XVIIe siècle, ses chefs prennent le titre de cheikh de la Medjana, mais sont encore décrits comme sultans ou rois des Beni Abbès. À la fin du XVIIIe siècle, le royaume dirigé par la famille Mokrani (Amokrane) s'émiette en plusieurs clans dont certains sont vassalisés par la régence d'Alger. Cependant, le cheikh de la Medjana se maintient à la tête de sa principauté comme tributaire du bey de Constantine et gère ses affaires en toute indépendance.
À l'arrivée des Français, certains Mokrani prennent le parti de la colonisation, d'autres de la résistance. Les Français, pour favoriser leur implantation dans la région, s’appuient sur les seigneurs locaux, maintenant une apparence d'autonomie de la région sous ses chefs traditionnels jusqu'en 1871. Ses souverains prennent divers titres, successivement sultan, amokrane, cheikh de la Medjana, puis s'intégrant provisoirement à l'administration militaire française avant la révolte de 1871, khalifa et bachagha. La défaite de 1871 marque la fin du rôle politique des Mokrani avec la reddition de la Kalâa face aux Français.

## Histoire

### Espace politique maghrébin auXIVeetXVesiècles

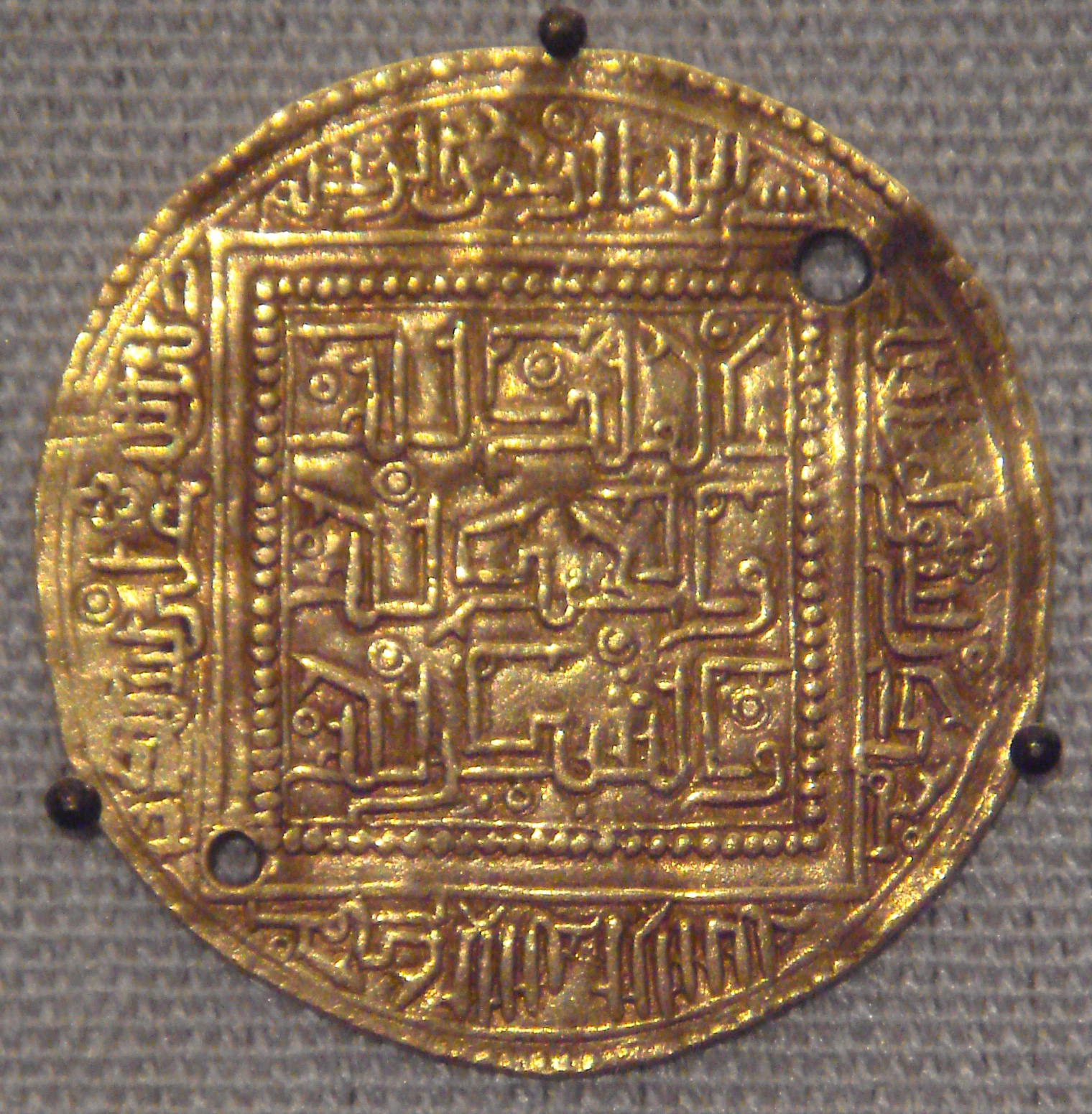
Pièce de monnaie de Béjaïa, époque hafside (1249-1276).

L'Ifriqiya, qui correspond globalement à l'est du Maghreb actuel, fait partie du royaume des Hafsides. Dans ce royaume, la ville de Béjaïa, ancienne capitale des Hammadides au XIe siècle, est une ville de premier plan. En effet, sa richesse et son emplacement de port stratégique en font un objet de convoitise pour les Zianides et Mérinides ; de plus, elle entre souvent en dissidence au sein du sultanat hafside de Tunis, et jouit d'une certaine autonomie en temps normal. La ville est vue comme capitale des régions occidentales du sultanat hafside et « place-frontière » du sultanat. 

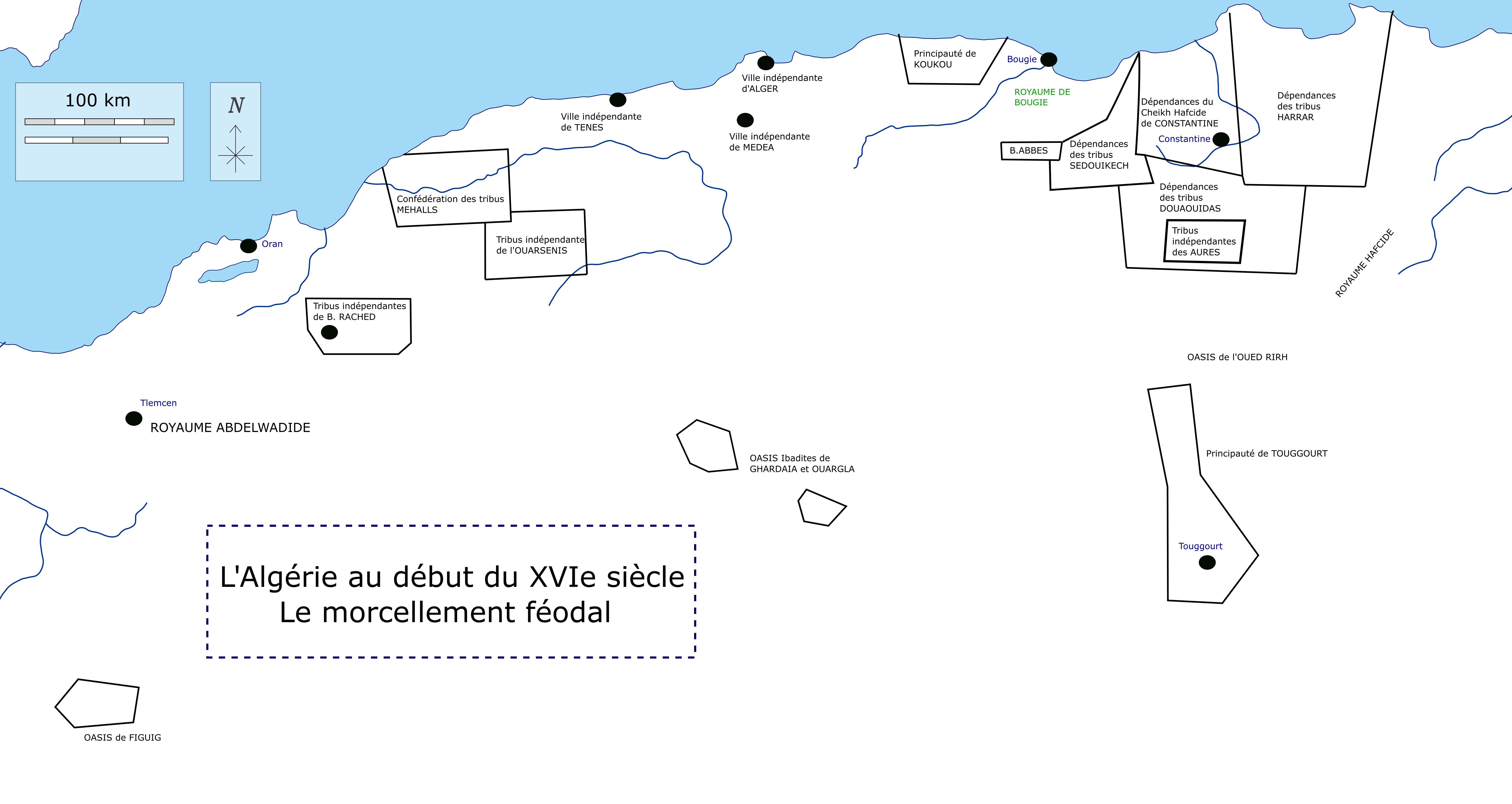
Le morcèlement politique de l'Algérie au XVIe siècle

Au XIIIe siècle et XIVe siècle, elle devient à diverses occasions le siège du pouvoir d'émirs-gouverneurs indépendants, ou de dissidents de la dynastie hafside. Ces « souverains de Béjaïa » étendent leur autorité — qui va souvent de pair avec une dissidence politique — à l'ensemble du domaine de l'ancien royaume des Hammadides : Alger, Dellys, Médéa, Miliana, Constantine, Annaba et les oasis du Zab. Ibn Khaldoun les décrit comme gouvernant « Biğāya wa al-ṯagr al-garbī min Ifriqiya » (la ville de Béjaïa et la marche occidentale de l’Ifrīqiya). Ibn Khaldoun sera d'ailleurs le vizir de l'administration indépendante d'un prince hafside de Béjaïa, en 1365. Le XVe siècle voit globalement un retour à la centralisation de l’État hafside. Mais à la fin du XVe siècle et au début du XVIe siècle, Léon l'Africain et Al-Marini décrivent une principauté de Béjaïa, séparée de celle de Tunis, avec une situation similaire à Constantine et Annaba, ce qui traduit un morcellement du territoire hafside.

### Fondation au début duXVIesiècle
En 1510, sur la lancée de la Reconquista, les Espagnols s'emparent de Bejaïa. Ils organisent à partir de cette position des razzias dans l'arrière-pays. Les Berbères de la région cherchent protection à l'intérieur des terres et prennent pour nouvelle capitale la Kalâa des Beni Abbès, au cœur de la chaîne des Bibans. Cette ville est une ancienne place fortifiée de l'époque hammadide et une étape du triq sultan la route commerciale allant des Hauts Plateaux à Béjaïa. Dans la seconde moitié du XVe siècle, l'émir Abderahmane, qui choisit le site pour des raisons sécuritaires. Ce dernier est originaire du Djebel Ayad et son fils Ahmed commence à être renommé, notamment pour le statut religieux auprès des populations kabyles et arabes aux alentours qui viennent se fixer à la Kalâa, fuyant le chaos relatif dans le pays. Bénéficiant d'un soutien croissant parmi les tribus aux alentours, il se proclame « sultan de la Kalâa ». Il est enterré à Takorabt, village aux alentours de la Kalâa,. Selon la tradition locale l’origine des Mokrani remonte aux émir de la Kalâa des Beni Hammad des monts des Maâdid (aussi désignés comme Djebel Kiana ou Ayad). Les Mokranis eux-mêmes possèdent des parchemins qui les font descendre du prophète, par sa fille Fatima et la tradition les rattache, non sans raisons, aux émir hammadides. Les noms Ouled-Abdesselem et des Ouled-Gandouz portés par des factions de Mokrani, sont originaires du Djebel Ayad, nom hérité des Ayad-Athbedj, une faction hilalienne arrivé au XIe siècle.
Le règne de son petit-fils Abdelaziz El Abbès fait sortir le nom de la Kalâa de l'anonymat : à son apogée, la cité compte 80 000 habitants. La Kalâa se dote de fabriques d’armes avec l’aide de renégats chrétiens ainsi que d'une partie des habitants de Béjaïa chassés par l'occupation espagnole, dont des Andalous, musulmans, ainsi qu'une communauté juive qu’elle accueille en grand nombre et qui apportent leur savoir-faire.
Du fait d'annexions successives de territoires, le royaume d'Abdelaziz s'étend au sud et aux montagnes environnantes. Les Espagnols repliés dans Béjaïa lui offrent leur alliance et il ignore provisoirement l'entreprise d'établissement de la régence d'Alger menée par les frères Arudj et Khayr ad-Din Barberousse car son royaume n'est pas tourné vers la mer. Les frères Barberousse, voulant isoler les Espagnols, attaquent Abdelaziz et le rencontrent aux alentours de Béjaïa en 1516. Devant la supériorité technique de leurs armes à feu, Abdelaziz se soumet à leur demande et préfère rompre l'alliance avec les Espagnols, plutôt que d'affronter tout de suite les Turcs avec des moyens insuffisants. En 1542, la régence d'Alger fait du seigneur de la Kalâa, son khalifa (représentant) dans la Medjana.
Abdelaziz emploie son règne et les périodes de paix avec la Régence à fortifier la Kalâa et à étendre son influence toujours plus au sud. Son infanterie devient un corps régulier de 10 000 hommes et il acquiert deux corps de cavalerie réguliers. Il édifie deux borjs aux alentours de la Kalâa, avec chacun à sa tête un khalifa (représentant), chargé d’effectuer des tournées à travers son territoire.
Cette puissance croissante du sultan de la Kalâa inquiète les Turcs de la régence d'Alger qui envoient en 1550 à deux reprises des corps de troupes qu'Abdelaziz repousse. Hassan Pacha conclut donc avec lui un traité et obtient son aide dans son expédition contre Tlemcen (1551), alors occupée par un chérif Saadien. Selon le chroniqueur espagnol contemporain des évènements Luis del Mármol Carvajal, Abdelaziz prend la tête d'un corps d'infanterie de 6 000 hommes pour l'expédition de Tlemcen. Selon l'historien Hugh Roberts, le contingent kabyle s'élève à 2 000 hommes,. Le beylerbey d'Alger et le sultan des Beni Abbès scellent à cette occasion une alliance à la suite de la conclusion du « pacte d'Aguemoun Ath Khiar ». Le royaume des Beni Abbès s'engagera alors aux côtés des forces du beylerbey et les milliers de soldats d’Abdelaziz permettent la victoire de la Régence. Cette victoire sera exploitée par les Turcs et jouera un rôle dans la formation de l’Algérie.
L'arrivée de Salah Raïs à la tête de la régence d'Alger confirme l'alliance avec Abdelaziz. Ils mènent ensemble l'expédition contre Touggourt et Ouargla en octobre 1552. Abdelaziz envoie 180 arquebusiers arquebusiers et 1 600 cavaliers, qui s'ajoutent aux 3 000 arquebusiers de Salah Raïs. Les Berbères d'Abdelaziz traînent les canons pour espérer apprendre à les manœuvrer et plus tard savoir les hisser sur leur forteresse de la Kalâa.
Cependant cette alliance finit par se rompre. Deux hypothèses expliquent cette rupture selon l'historiographie espagnole. La première est que Salah Raïs tente de faire arrêter Abdelaziz lors de sa présence à Alger, le soupçonnant de vouloir soulever le pays contre la régence d'Alger. La seconde veut qu'Abdelaziz se méfie des Turcs et de leur capacité à attaquer des villes lointaines comme Touggourt. Il craint que leur ambition à contrôler le pays finisse par faire de son royaume une cible et considère comme une faute politique le fait de les avoir favorisés à travers les deux expéditions. Les récits des Aït Abbas rapportent quant à eux que la rupture est liée à une tentative de la régence d'Alger de faire assassiner Abdelaziz par des auxiliaires zouaouas. Ceux-ci refusent d'assassiner un chef de la même région qu'eux et l'avertissent. Alliée avec les zouaouas, la troupe du sultan Abdelaziz défait les janissaires qui doivent se replier à Alger.
Salah Raïs, de crainte que la réputation du sultan Abdelaziz ne s'accroisse, lance une expédition vers la fin 1552 et parvient à l'hiver sur les monts de Boni à proximité de la Kalâa. Le frère de Abdelaziz, Sidi Fadel, meurt au combat mais la neige empêche les Turcs d'avancer davantage et de profiter de leur victoire,.
En 1553, le fils de Salah Raïs, Mohamed-bey, conduit une offensive sur la Kalâa des Beni Abbès qui se solde par un échec et de nombreuses pertes parmi les Turcs. Leur réputation est ternie par cette bataille car ils évitent un désastre grâce à l'appui des tribus arabes. Abdelaziz repousse aussi une expédition commandée par Sinan Reis et Ramdan Pacha à proximité de l'Oued el Hammam, vers M'Sila. La prise de Béjaïa par Salah Raïs en 1555 confirme les craintes de Abdelaziz sur la puissance de la régence d'Alger et il continue à fortifier ses positions dans les montagnes. Cependant, Salah Raïs meurt et le retour de Hassan Pacha permet le retour à la paix pour un an. Hassan Pacha livre la ville de M'sila et ses défenses comprenant 3 pièces d'artillerie à Abdelaziz, tout y en gardant le contrôle sur les contributions fiscales,,.
Abdelaziz est donc en possession de la ville de M'sila et fait lever une armée de 6 000 hommes parmi les tribus environnantes, afin de prélever l'impôt normalement destiné aux Turcs de la Régence. Hassan Pacha lui déclare la guerre en 1559, reprend M'sila sans difficulté et élève le Bordj de la Medjana et le Bordj Zemoura. Ces deux forts et leurs garnisons sont immédiatement détruits par une contre-attaque de Abdelaziz qui y prend également les pièces d'artilleries pour améliorer les défenses de la Kalâa. Hassan Pacha, qui est marié avec la fille du roi de Koukou, forme une coalition avec ce dernier pour en finir avec le sultan de la Kalâa. Il mène bataille devant la Kalâa en 1559, sans arriver à la prendre et éprouvant de nombreuses pertes. Cependant, son rival le sultan Abdelaziz meurt au deuxième jour des combats et son frère le sultan Ahmed Amokrane est désigné pour lui succéder et repousse la coalition. Cette victoire décisive de la Kalâa fait abandonner pour un temps les ambitions de Hassan Pacha qui emporte la tête d'Abdelaziz à Alger comme trophée,,.

### Apogée du royaume à la fin duXVIesiècle

Les conquêtes d'Ahmed Amokrane à la fin du XVIe siècle.

Dès 1559, le sultan Ahmed Amokrane organise son armée et fait appel à des renégats de la régence d'Alger et des chrétiens, autorisés à vivre selon leur mœurs et leur religion. Ahmed Amokrane lance une campagne dans le sud à la tête d'une armée forte de 8 000 soldats d'infanterie et de 3 000 chevaux. Il traverse les oasis du Zab, soumet Tolga et Biskra et va jusqu’à Touggourt où il nomme cheikh El Hadj Khichan el Merbaï, un membre d'une tribu qui lui est fidèle : les Hachem. Un proche parent de ce dernier, El Hadj Amar, est investi cheikh des oasis de Tolga et Biskra. Enfin, il nomme un khalifa dans le Sahara, Abd el-Kader ben Dia, qui met ensuite beaucoup d'énergie à défendre les intérêts du sultan de la Kalâa. Ahmed Amokrane met en place sur les points culminants un système de poste-signaux, communiquant par feux la nuit et par fumées le jour, qui relaient les informations du Sud à la Kalâa.
Ahmed Amokrane se tourne ensuite vers le territoire de Ouled Naïls qu'il soumet de Bou Saâda à Djelfa. La date de ces expéditions est généralement située vers 1573. Cette période constitue l'apogée du royaume des Beni Abbès, y compris au niveau de la gouvernance et de l'administration du territoire. Ahmed Amokrane ne craint pas en 1580, d'envoyer son propre fils à Alger souhaiter la bienvenue et offrir un présent à Djaffar Pacha. Cependant, en 1590, son influence est telle que des tribus entières lui payent l’impôt, ce qui constitue des rentrées fiscales moindres pour la régence d'Alger. Khizr Pacha entre en guerre et assiège la Kalâa Beni Abbes durant deux mois sans pouvoir la prendre et essuyant les assauts de la cavalerie de Ahmed Amokrane. Khizr Pacha organise le pillage aux alentours de la Kalâa, dont les villages environnants sont complètement ruinés durant le siège. Les hostilités s'achèvent grâce à la médiation d'un marabout, avec d'une part le paiement par Ahmed Amokrane d'un tribut de 30 000 douros et d'autre part le retrait de Khizr Pacha et le maintien de l'indépendance de la Kalâa des Beni Abbès.
En 1598, ce sont les Aït Abbas d'Ahmed Amokrane qui partent en expédition et finissent par assiéger Alger : avec l'aide des Algérois, ils parviennent à forcer la porte Bab Azzoun et à entrer dans la ville mais pas à l'occuper durablement. Le siège dure 11 jours.

### DuXVIIesiècleau début duXVIIIesiècle

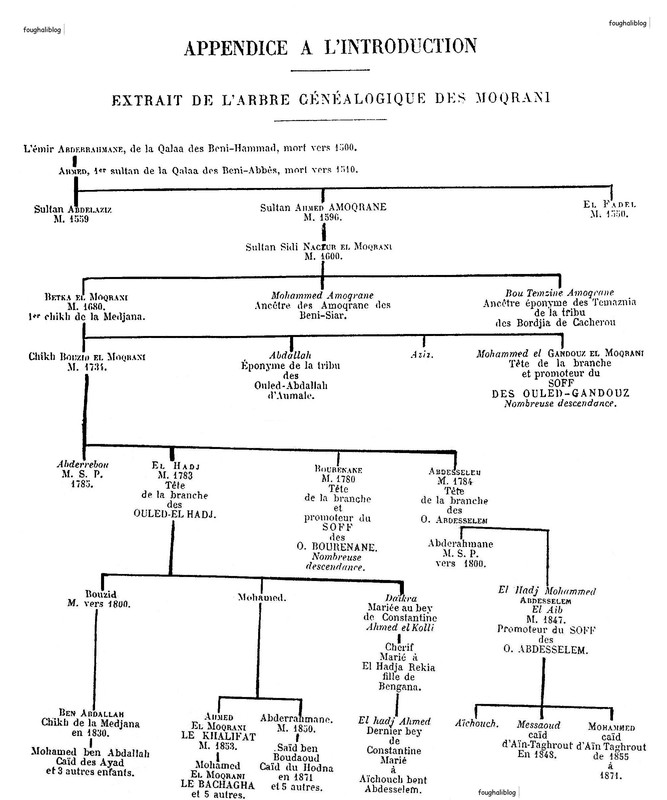
Arbre généalogique des Amokrane ou Mokrani selon Louis Rinn (v.1891).

Vers 1600, le sultan de la Kalâa Ahmed Amokrane marche contre les troupes de Soliman Veneziano, pacha d'Alger, qui veut pénétrer en Kabylie. Il bat celui-ci et fait détruire le Borj Hamza édifié en 1595 à l'emplacement de Bouira, mais meurt au cours des combats. Il laisse le patronyme d'Amokrane (en kabyle : grand, chef), plus tard arabisé en Mokrani, à toute sa lignée,.
Son successeur est Sidi Naceur Mokrani, un homme tourné vers la religion. Il s'entoure de tolbas et de religieux, laissant péricliter les affaires de son royaume. Ce désintéressement provoque la colère des chefs de l'armée et des commerçants des Aït Abbas. Ils organisent un guet-apens et l'assassinent vers 1620. Ses enfants sont sauvés et l'aîné, Si Betka Mokrani, est recueilli par la tribu des Hachem et élevé parmi eux. Il l'aident à retrouver son rang princier en le mariant avec la fille du chef de la tribu des Ouled Madi.
Si Betka participe le 20 septembre 1638 à la grande bataille de Guidjel qui oppose les tribus et les grands chefs féodaux du Beylik de Constantine à la régence d'Alger et au bey Mourad lui-même. Cette bataille entraîne dans le Beylik de Constantine une indépendance accrue vis-à-vis des Turcs d'Alger. 
Si Betka Mokrani, pour sa part, ne va jamais reconnaître leur autorité. 
Il réussit à reconstituer le royaume de son grand-père, mais ne veut plus du titre de Sultan de la Kalâa et prend celui de Cheikh de la Medjana. 
Il bat à plusieurs reprises la tribu des Aït Abbas, mais refuse de retourner s'implanter à la Kalâa. 
Il meurt en 1680, dans sa forteresse de Borj Medjana et laisse quatre fils : Bouzid, Abdallah, Aziz et Mohammed-el-Gandouz,.

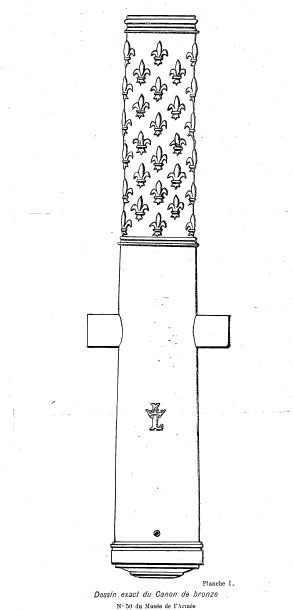
Croquis d'un canon d'époque Louis XIV - probablement issu de la bataille de Jijel (1664) - retrouvé à la Kalâa des Beni Abbès.

C'est l’aîné Bouzid Mokrani, décrit comme le sultan Bouzid, qui exerce le pouvoir de 1680 à 1735, dans les mêmes conditions que son père en toute souveraineté vis-à-vis de la régence d'Alger. Par ailleurs, il maintient l'équilibre dans sa famille, dont ses frères sont entrés momentanément en dissidence. Il remporte deux conflits contre les Turcs de la régence d'Alger, qui veulent faire traverser son territoire à leur colonne militaire pour relier Alger et Constantine. S'appuyant sur ces succès militaires, il institue un droit de passage appelé l'ouadia qui lui permet de monnayer le transit à travers son territoire à la régence d'Alger, et notamment grâce à son contrôle sur le passage stratégique des portes de fer. Ce droit de passage reste en vigueur jusqu'à la chute de la régence d'Alger en 1830. Ce droit de passage appliqué aux Turcs de la régence d'Alger serait en fait une règle générale appliquée à tout passage sur le territoire du seigneur de la Kalâa victorieux des Turcs en 1553 et 1554, cette victoire faisant de lui de facto le maître du Hodna et des Bibans.
Les Mokrani des Beni Abbès participent à la bataille de Jijel en 1664. Comme Ali, roi de Koukou, ils refusent d'abord au bey le passage de troupes de renforts de la régence d'Alger sur leurs territoires. Cependant, ne pouvant venir à bout des Français, ils font alliance, dans une optique de guerre sainte, avec le bey de Constantine et le dey d'Alger face aux armées du duc de Beaufort, commandant de l'expédition de Louis XIV. Les Berbères tentent de négocier avec le duc de Beaufort retranché dans la place de Jijel, mais celui-ci refuse leurs offres de paix. L'expédition se termine par une victoire berbère et turque et par un échec lourd pour l'armée de Louis XIV qui subit de nombreuses pertes, doit abandonner son artillerie sur place et faire face au naufrage du navire la Lune à son retour. Les Mokrani emportent comme trophées quatre canons frappés de fleurs de lys à la Kalâa. D'autres canons de type français sont plus tard retrouvés à la Kalâa : selon l'hypothèse la plus probable, ces canons datent de l'époque de Louis XII, offerts par François Ier à Tunis dans le cadre de son alliance aux Ottomans ; ils sont enlevés par Charles Quint et transportés à Béjaïa au début du XVIe siècle quand elle est possession espagnole puis fournis à leur allié, le royaume des Beni Abbès . Enfin, un canon plus petit témoignerait de l'existence d'une fonderie locale de canons de petits calibres dirigée par un renégat espagnol.

### Dissidences et relation au Beylik de l'Est (finXVIIIesiècleau débutXIXesiècle)

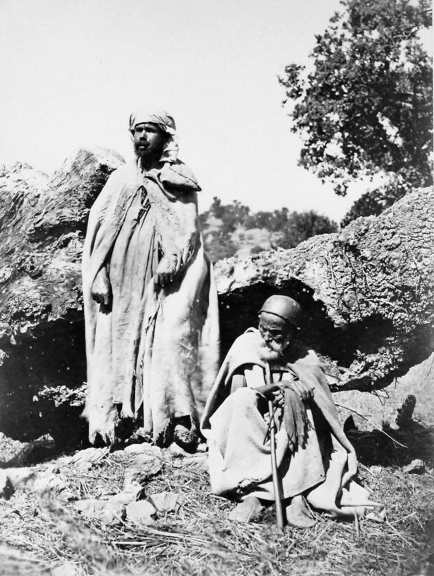
portraits de Si Mohammed Belkassem, marabout et de Mohammed Srir, fils du cadi de Biskra, en 1884.

Après la mort de Bouzid Mokrani en 1734, son fils El hadj Bouzid Mokrani prend le pouvoir après renonciation de l'ainé Aderrebou Mokrani. Il doit faire face à l'opposition entre deux autres de ses frères Bourenane et Abdesselam Mokrani et son cousin Aziz ben Gandouz Mokrani crée un soff dissident qui s'allie aux Turcs : les Ouled Gandouz,.
Les Turcs de la régence d'Alger voulaient venger le massacre en 1737, par le cheikh de la Medjana, de toute une colonne turque et de son dignitaire en représailles d'un crime d'honneur. Fort de l'alliance avec les Ouled Gandouz et exploitant les divergences entre les frères alliés Bourenane et Abdesselam Mokrani, les Turcs infligent une défaite aux différents Mokrani vers 1740. Ils doivent abandonner la Medjana et se réfugier dans les montagnes, El hadj Bouzid se réfugie à la Kalâa des Beni Abbès. Cette période constitue le deuxième épisode de domination de la régence d'Alger sur la Medjana après celui de 1559. Les Turcs relèvent le fort de Bordj Bou Arreridj, y installent une garnison de 300 janissaires et investissent leur allié Aziz ben Gandouz Mokrani comme caïd, à la tête de la tribu des Ouled Madi,.
Les Mokrani voient d'un mauvais œil cet abaissement de leur puissance et un moqaddem de la confrérie de la Chadhiliyya va réconcilier les frères entre eux pour faire front commun face aux Turcs. Les Turcs sont défaits, le fort démoli et les janissaires survivants renvoyés au dey d'Alger avec une lettre réaffirmant l'indépendance des Mokrani. El hadj Bouzid Mokrani reprend la gestion de la plaine de la Medjana et la régence d'Alger reconnait son indépendance, abandonnant les prétentions à faire payer l’impôt aux tribus qui constituent le Makhzen des Mokrani. Cependant, tous les ans le Cheikh de la Medjana reçoit un caftan d'honneur de la régence d'Alger et des cadeaux comme signe d'une certaine suzeraineté. Cette diplomatie permet aux Turcs de trouver des prétextes pour intervenir dans les affaires des Mokrani ou réclamer l'appui de leur contingent. La principauté dirigée par El Hadj Bouzid constitue un « État dans l’État ».
El hadj Bouzid Mokrani marie sa fille Daïkra au bey de Constantine Ahmed el Kolli et meurt en 1783. Son frère Abdessalam Mokrani lui succède et son fils aîné devient son khalifa (représentant). Les Ouled Bourenane et Ouled Gandouz vont entrer en dissidence. Cette dissidence est à nouveau un prétexte pour le bey d'intervenir dans les affaires des Mokrani. Il les entretient pour affaiblir l'ensemble des Mokrani et ce sans intervenir militairement. En effet, il se contente de faire éliminer les uns par les autres et de reconnaître, par des présents, comme chef de la principauté (cheikh) celui qui est capable de verser un tribut.
Les Mokrani deviennent donc vassaux du bey, mais de manière singulière, car le bey leur paye un tribut pour le passage sur leur territoire (l'ouadia instauré par le sultan Bouzid). Le cheikh de la Medjana possède le droit régalien de rendre la justice et ne permet pas la reconstruction du fort de Bordj Bou Arreridj. Les Mokrani doivent faire face en 1806 à une révolte paysanne des tribus Ouled Derradj, Madid, Ayad, Ouled Khelouf, Ouled-Brahim et Ouled Teben, menée par un certain cheikh Ben el Harche. Ben el Harche, un religieux défait l'armée du bey Osmane qui meurt dans les combats 1803. Il s'implante au Djebel Megris, mais meurt au combat en 1806, après deux batailles contre les Mokranis, appuyé par une colonne turque du bey.
Après diverses luttes fratricides, il ne reste en 1825 que deux soff Mokrani ayant un poids politique réel : les Ouled el Hadj et les Ouled Abdesselem. Ces deux groupes sont conduits par Ben Abdallah Mokrani, alors cheikh de la Medjana. La nomination de Ahmed Bey à Constantine en 1825, lui-même parent des Mokrani, va encore réveiller certaines querelles de clan dans la Medjana ; Ahmed bey fait éliminer certains Mokrani avant d'être défait par ceux qui restent des soff dissidents des Ouled Bourenane et Ouled Gandouz.
Ben Abdallah Mokrani avait deux lieutenants, Ahmed Mokrani et son cousin Abdesselem Mokrani. Il confie aux deuxième la charge de collecter les impôts dans l'Ouannougha. Cette charge lucrative est convoitée par Ahmed Mokrani ce qui sera le point de départ d'une rivalité qui se prolonge jusqu'à l'arrivée des Français. Les deux lieutenants du cheikh de la Medjana font partie des contingents de Ahmed bey pour aider le dey d'Alger en 1830.

### Chute

#### Après la prise d'Alger

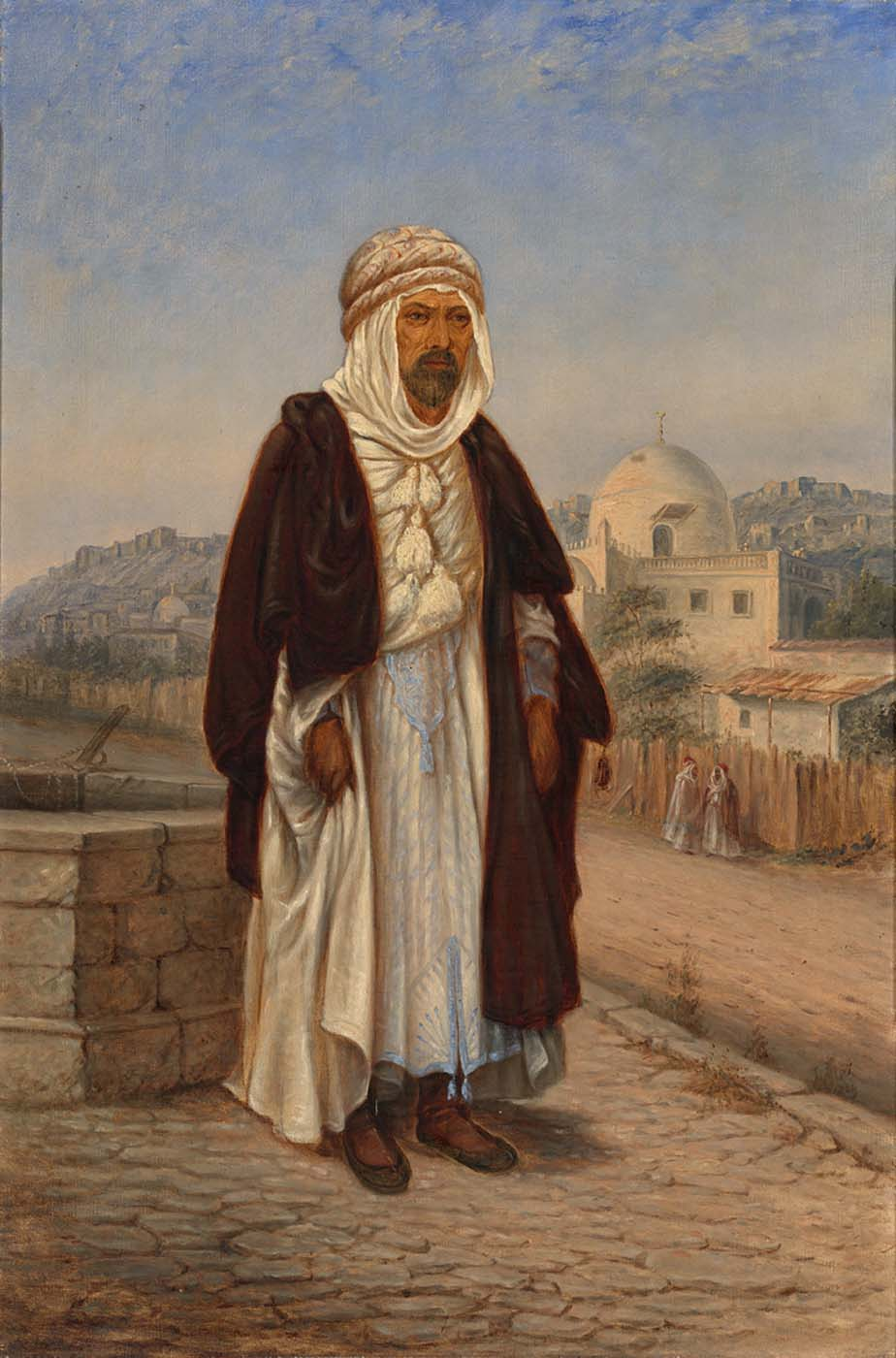
Marabout kabyle algérien par Antonio Zeno Shindler, 1893

La nouvelle de la chute du dey Hussein se propage rapidement à travers tout le pays, à travers le retour des contingents vaincus dans les tribus. L'oligarchie turque ne bénéficiant d'aucune sympathie, une série de soulèvements et de troubles menacent les fondements de la société algérienne. Dans cette période de trouble, des personnalités politiques s'activent et reconstituent les fiefs héréditaires et confédérations tribales que la politique de la Régence avait amoindrie. En dehors des confédérations tribales établies surtout dans les montagnes, dans les plaines l’élément maraboutique et la noblesse d'épée (djouad - dont les Mokrani font partie) vont s'affronter pour s'assurer l'hégémonie sur les masses.
Dans l'ouest, l'élément maraboutique triomphe et voit l'émergence de la figure de l’émir Abd el Kader. Dans l'est, les djouad mieux ancrés face aux éléments religieux et maraboutiques, se maintiennent et avec eux le beylik de Constantine. Le maintien du beylik est en grande partie dû à l'habileté politique de Ahmed Bey et de ses conseillers, qui s'appuient sur les principaux chefs féodaux du beylik. Cependant, dans cette période de troubles, il ne peut empêcher une fronde de tribu et de soff de se constituer contre lui. Abdesselem Mokrani prend le parti de la fronde, au nom de Ben Abdallah Mokrani, cheikh de la Medjana alors que son cousin et rival Ahmed Mokrani va rester fidèle à Ahmed bey. Les chefs tribaux alliés du bey, dont le cheikh Bengana, réussissent à retourner ou corrompre certaines tribus rebelles, ce qui entraîne une déroute de ces derniers.
En 1831, Abdesselem Mokrani et ses alliés, vont alors proposer aux Français une reconnaissance de leur autorité contre un appui militaire qui puisse les débarrasser de Ahmed Bey. Mais les Français ne donnent pas suite à cette demande. Une lettre similaire envoyée au bey de Tunis est interceptée par Ahmed Bey. Abdesselem Mokrani finit par être capturé par surprise et emprisonné à Constantine.
Ahmed Mokrani est investi cheikh de la Medjana par Ahmed Bey, à la place de Ben Abdallah Mokrani qui meurt. Il participe à la défense de Constantine en 1836 et lors de sa chute en 1837. Abdesselem Mokrani, son rival, profite de la confusion pour s'échapper lors de la prise de Constantine en 1837.

#### Période des khalifas: entre Abd el Kader et la France

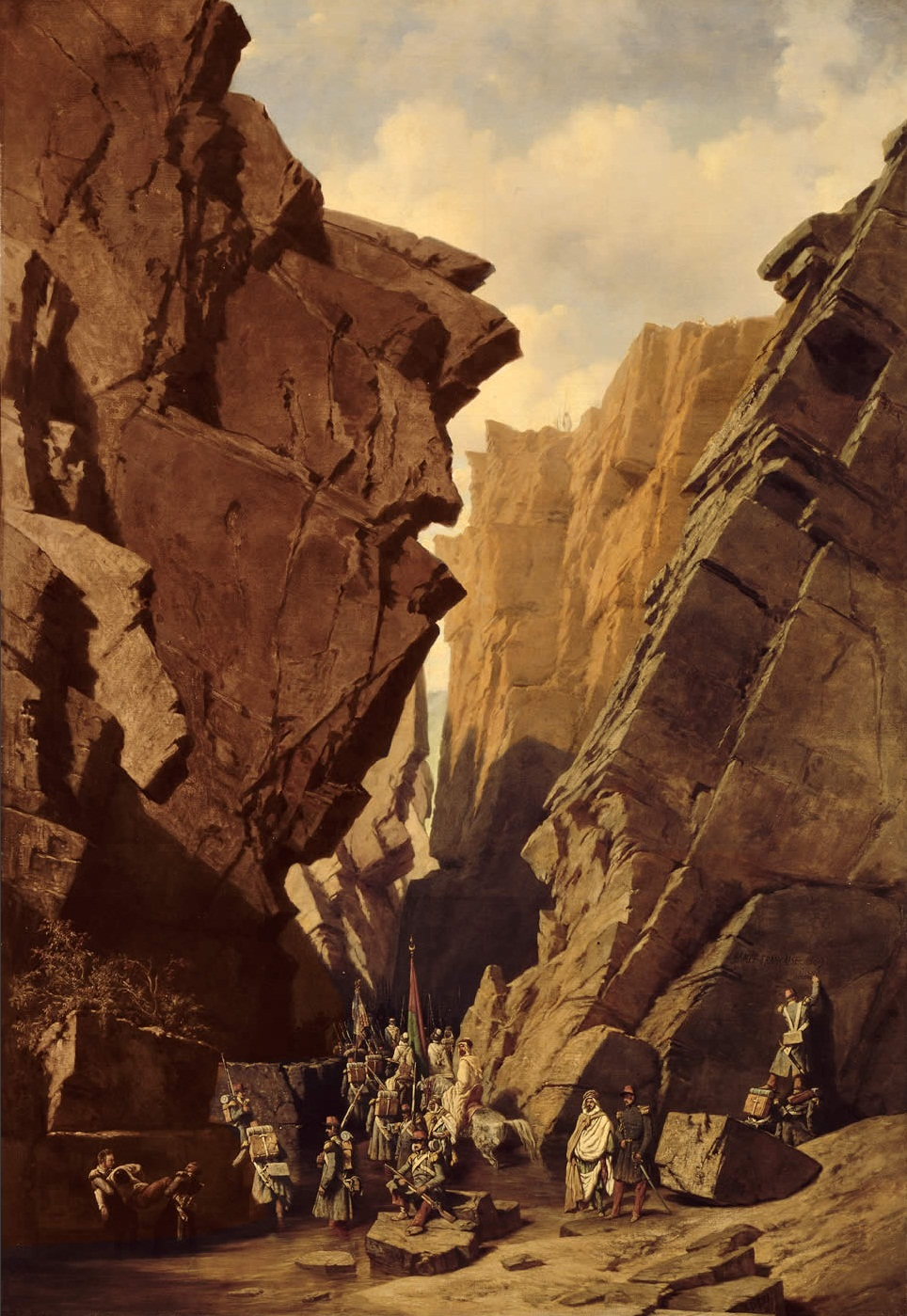
La traversée des Portes de Fer en 1839. C'est pour emprunter ce passage que depuis le XVIIe siècle, la régence d'Alger payait un droit de passage : louadia.

Ahmed Mokrani suit momentanément Ahmed Bey vers le sud ; son rival Abdesselem Mokrani en profite pour prendre possession de la Medjana. Ahmed Mokrani se replie alors sur la Kalâa des Beni Abbès fidèle à son camp.
En décembre 1837, Abd el-Kader se rend dans l'Ouannougha pour organiser sa présence dans la région qu'il considère comme partie de son royaume. Les deux cousins rivaux Abdesselem et Ahmed offrent chacun de reconnaître sa suzeraineté à leurs conditions. Abdesselem Mokrani étant en position plus favorable, c'est lui qui est nommé khalifa de la Medjana (représentant, seigneur de la Medjana). Ahmed Mokrani cherche à renverser son cousin mais celui-ci est soutenu par Hachem, les Ouled Madi de Msila et les marabouts. Même la tribu des Aït Abbas, pourtant favorable à Ahmed Mokrani, voit naître une contestation à partir d'Ighil Ali, Tazaert et Azrou. Pour ne pas être assiégé dans sa Kalâa, il doit se réfugier chez la tribu voisine des Beni Yadel à El Main.
Il finit capturé par Abdesselem Mokrani qui se contente de l'exiler dans le Hodna. Ahmed Mokrani se présente fin juillet 1838 aux autorités françaises de Constantine. Après avoir reçu une investiture de caïd, il reçoit le 30 septembre le titre de khalifa de la Medjana pour le compte des Français qui occupent désormais Sétif. Le titre de khalifa est réservé pour les territoires dont la France n'exerce pas d'administration directe et possède les mêmes avantages que sous le gouvernement du bey. Ils perçoivent notamment l’impôt traditionnel pour le compte de l’État, possèdent une garde de spahis soldée par la France et gouvernent leurs sujets selon les lois musulmanes. Ces alliés sont précieux pour appuyer la présence française dans un pays qui lui est inconnu. En 1838, Abdesselem Mokrani est destitué par Abd el-Kader et remplacé par son khodja (secrétaire) d'origine maraboutique. Ce qui est considéré comme un affront pour un djouad est pourtant accepté par Abdesselem Mokrani pour faire barrage à son cousin Ahmed Mokrani qui étend ses alliances et son influence. Le khalifa pousse les Français à monter l'expédition des Portes de Fer, le point de passage stratégique des Bibans, en octobre 1839. Ahmed Mokrani règle à ses vassaux le droit de passage que payent traditionnellement les colonnes turques de la régence d'Alger pour que les tribus laissent passer l'armée française. Cette traversée des portes de fer permet à la France de mieux s'implanter dans la région et de relier Alger à Constantine. Abdesselem Mokrani est sans réel soutien et victime des raids de Ahmed Mokrani qui a reconstitué son fief avec l'aide des Français. L’émir Abd el-Kader, considérant les Portes de Fer comme partie de son territoire, déclare, à la suite de ces événements, la guerre à la France et aux chefs féodaux appuyant son action. Les conséquences de la guerre avec l'émir sont réelles dans la Medjana et Ahmed Mokrani, allié aux Français, doit se replier dans la Kalâa des Beni Abbès. Les partisans de l'émir sont finalement repoussés en 1841. Ahmed Mokrani gère son fief sans tenir compte de la tutelle des autorités françaises et en restant en contact avec le capitaine Dargent basé à Sétif,.
Cependant son statut de grand seigneur allié de la France évolue. L’ordonnance royale du 15 avril 1845 abroge les arrêtés de 1838 et en fait un haut fonctionnaire. Certaines tribus des Ouled Naïl, des Aït Yaala, Qsar, Sebkra, Beni Mansour, Beni Mellikech et de l'Ouannougha sont détachées de son commandement et mises sous tutelle de notables ou caïd plus dociles. En 1849, ce sont les tribus du Hodna qui sont regroupées sous un autre commandement. Ces mesures mécontentent Ahmed Mokrani. C'est dans ce contexte qu'intervient une des figures de la résistance kabyle à la conquête française : le Cherif Boubaghla. Méconnu, en 1851, il sillonne la Medjana et la Kalâa des Beni Abbès, puis les Beni Mellikech encore insoumis. Il fait remettre à Ahmed Mokrani par le biais de son intendant de la Kalâa, un certain Djeraba ben Bouda, une lettre. Boubaghla prône ouvertement la guerre avec les Français, mais le khalifa ne le prend pas au sérieux. Le khalifa Ahmed Mokrani appuie mollement les colonnes françaises pour défaire le Chérif Boubaghla en 1854. Il en profite pour châtier certains villages des Aït Abbas autrefois fidèles à son ancien rival Abdesselem, en les accusant de soutenir Boubaghla. Il meurt en 1854 à Marseille au retour d'une visite en France et son fils Mohamed Mokrani est nommé Bachagha.

#### Effondrement de l'autorité des Mokrani et la révolte
Le titre de bachagha est une création des autorités françaises et un statut intermédiaire entre les caïds et les khalifa ; le statut de ces derniers, encore trop important, est destiné à être supprimé. La nomination par les autorités françaises de caïds et de commandants sur des tribus relevant de l'autorité du khalifa Ahmed Mokrani continue. En 1858, les amendes qu'il percevait en son nom et pour son compte, doivent être reversées au trésor français. L’impôt de la zekkat est institué dans la région de Bordj Bou Arreridj  alors qu'il était déjà versé en nature (nourriture, biens...) aux Mokranis. La tribu makhzen des Hachem doit également verser les impôts de l'achour et la zekkat, puis les Mokrani eux-mêmes y sont soumis par généralisation de la règle.
Cependant en 1858 et 1859, ils en sont exemptés sous prétexte de mauvaises récoltes, en fait pour les ménager politiquement.

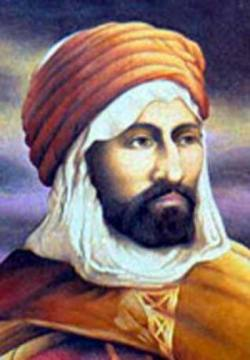
Portrait du bachagha Mohamed Mokrani.

Enfin, les oukil, qui sont les préposés et intendants des Mokrani, sont remplacés par des caïds ou des cheikhs relevant directement de l'administration coloniale. En 1859 et 1860, les droits de justice des chefs féodaux et le droit de khedma sont supprimés. Ce dernier consistait depuis l'époque du bey à un droit de gratification de la part d'un particulier quelconque au profit d'un porteur d'une lettre ou d'un ordre de service de l'État makhzen. Ces mesures provoquent un mécontentement général parmi les chefs traditionnels alliés de la France, mais ils veulent éviter un conflit armé désavantageux et espèrent encore que les autorités françaises finiront pas compter avec eux pour l'administration du territoire. Le discours officiel rassurant du gouvernement français et de Napoléon III sur le rôle de la féodalité algérienne ne convainc pas, car il n'est pas suivi dans les faits. Le passage de l'administration militaire vers l'administration civile décide le bachagha à quitter ses fonctions. Vers 1870, l'idée de révolte a fait son chemin chez Mohamed Mokrani, qui fait prévenir les différents caïd sous son autorité.
Parallèlement à la situation politique, sur le plan social, les années 1865 et 1866 sont un véritable désastre pour les Algériens qui désignent ces années en arabe comme « 'am ech cher » : « les années de la misère ». En effet, à une invasion de criquets sur le Tell, puis une sécheresse qui plonge le pays dans la famine, suivent des épidémies de choléra, puis de typhus. Les féodaux dévoilent alors leur rôle de soutien de la population, en vidant leurs silos personnels puis, une fois ceux-ci épuisés, en empruntant. Ces emprunts vont mettre en difficulté Mohamed Mokrani.

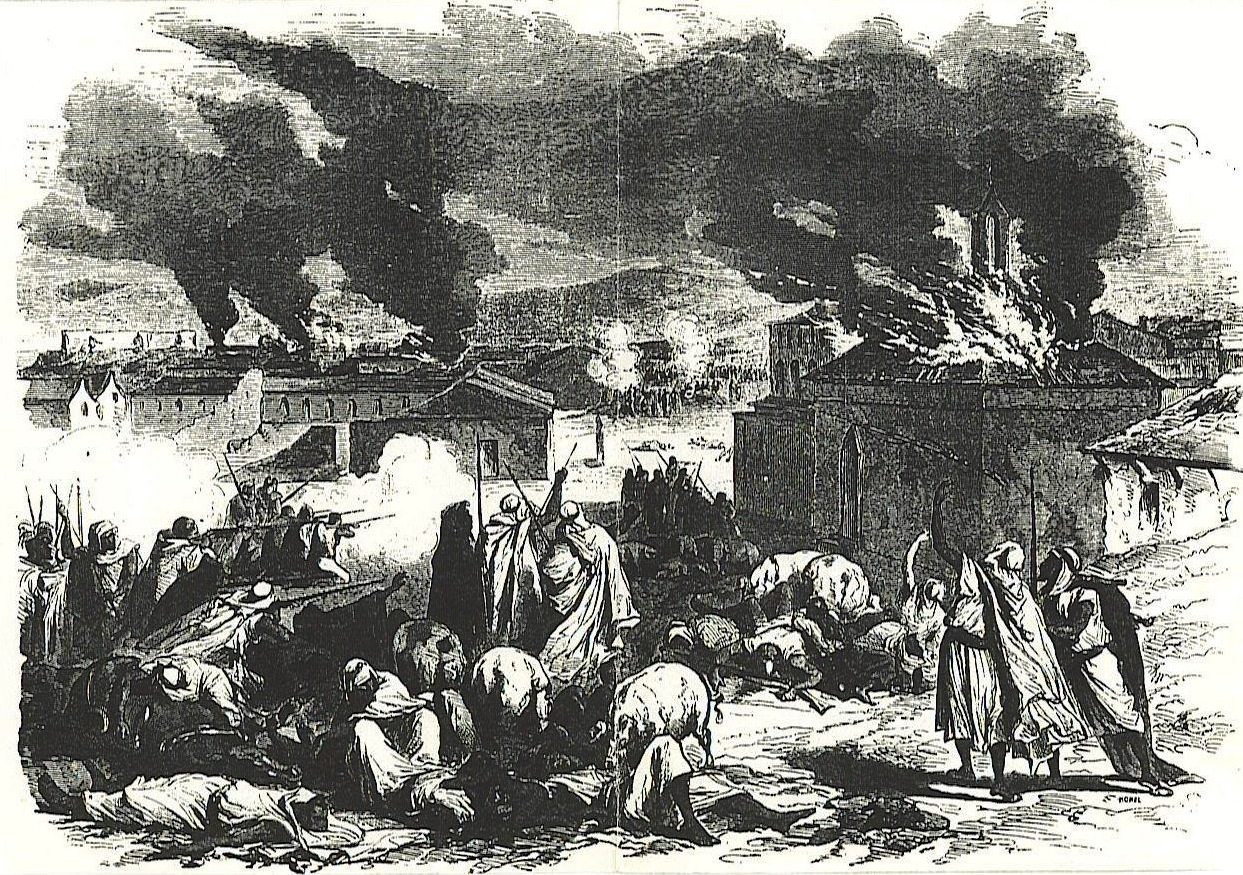
Siège de Bordj Bou Arreridj en 1871.

Le 15 mars 1871 Mohamed Mokrani se joint à la révolte des spahis de l'est algérien. Il lance 6 000 hommes sur Bordj Bou Arreridj, village de colon qu'il assiège et incendie. Le 8 avril 1871, c'est la confrérie de la Rahmaniyya par le biais de son chef Cheikh Aheddad qui entre dans la révolte. L'est de l'Algérie, des environs d'Alger à Collo se soulève, avec 150 000 kabyles au plus fort de l’insurrection. Les divisions entre féodaux et religieux, mais aussi entre tribus, entravent l’efficacité du mouvement. L'armée française s'organise, face à des insurgés certes nombreux, mais souvent mal armés, elle parvient à dégager les nombreuses places assiégées. Mohamed Mokrani meurt le 5 mai 1871 à Oued Soufflat (vers Bouira) au cours d'une bataille face à l'armée française et son corps est immédiatement transféré à la Kalâa. La reddition de la Kalâa, fief imprenable des Mokrani depuis le XVIe siècle, a lieu le 22 juillet 1871. Boumezrag Mokrani, successeur et frère de Mohamed Mokrani, peine à poursuivre la lutte en Kabylie puis dans le Hodna. Cherchant à s'échapper avec les siens vers la Tunisie, il est finalement arrêté à Ouargla le 20 janvier 1872. La répression, confiscation de terres ainsi que les biens des Mokrani, marque l'anéantissement définitif de leur rôle politique et de leur contrôle sur la région.

## Relations et diplomatie

### Relations avec le royaume de Koukou et l'Espagne
Le royaume des Beni Abbès doit sa fondation au repli de l'émir hafside de Béjaïa, Abderrahmane, en 1510 à la suite de la prise de la ville par les Espagnols commandés par Pedro Navarro. Abderrahmane se replie vers les Hauts Plateaux, terre d’émergence des dynasties Zirides puis Hammadides au Moyen Âge. Ces positions lui permettent aussi de se mettre à l’abri des raids espagnols et d'organiser la résistance pour les empêcher de pénétrer dans le pays,.
Cependant, avec l'arrivée puis l'influence grandissante des Turcs d'Alger, il établit progressivement des relations avec les Espagnols cantonnés dans Béjaïa, puis une alliance. Cette alliance provoquera l'hostilité de la régence d'Alger, qui envoie en 1516 une expédition contre le sultan de la Kalâa qui provoquera une rupture avec les Espagnols.
Après la prise de Béjaïa par Salah Raïs en 1555, Abdelaziz acquiert de l'artillerie et accueille une milice de 1 000 Espagnols pour renforcer son armée, notamment pour la bataille de la Kalâa des Beni Abbès en 1559,.
Le royaume de Koukou implanté en Kabylie de l'autre côté de la vallée de la Soummam, sera rival du royaume des Beni Abbès dans le contrôle de la région. Cette division profitera aux Turcs de la régence d'Alger. En effet, le royaume de Koukou dirigé par Belkadi fut allié des Turcs dans l'entreprise d’établissement de la régence d'Alger, avant la date de 1519. À cette date, Belkadi pour contrer l'influence de la régence d'Alger, va s'allier au sultan hafside de Tunis et il inflige une sévère défaite à Khayr ad-Din Barberousse. Cette victoire lui ouvre les portes d'Alger de 1519 à 1527. Ces évènements ne contribuent pas à un rapprochement durable entre les deux royaumes kabyles. En 1559, le royaume de Koukou et la régence d'Alger, forment même une coalition pour contrer l'influence grandissante du sultan de la Kalâa. Le royaume des Beni Abbès possède des ambassadeurs à la cour d'Espagne, mais aussi auprès de la cour ottomane, faisant du kabyle une langue présente à l'étranger.

### Régence d'Alger

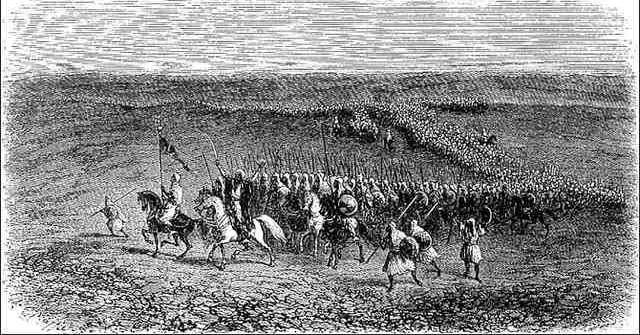
Les troupes de la régence d'Alger alliées au royaume des Beni Abbès marchant vers l'Oranie.

Au XVIe siècle, le sultan de la Kalâa a toujours suscité l'inquiétude de la régence d'Alger, compte tenu de son influence importante dans la Kabylie, les Hauts Plateaux et le Sahara. Au début du XVIe siècle, ils sont alliés face au royaume de Koukou qui occupera Alger (1520-1527), mais aussi dans les expéditions de Tlemcen puis Touggourt (1551 et 1552). Cependant, en dépit de ces alliances entre les pachas d'Alger et les sultans de la Kalâa, les conflits militaires furent nombreux à la fin du XVIe siècle et se prolongèrent au XVIIe siècle. La régence d'Alger n'arrivant pas à prendre la Kalâa se contentera de faire reconnaitre sa prédominance souvent par le paiement d'un tribu,.
Au XVIIe siècle, le sultan Bouzid, fort de ses succès militaires, impose à la Régence le paiement du droit de passage de l'ouadia et réaffirme au dey d'Alger son indépendance. Le royaume contrôle le passage stratégique des Portes de Fer - appelées tiggoura en kabyle et Bibans en arabe - qui est un point de passage obligatoire sur la route reliant Alger à Constantine. La régence d'Alger devait payer un tribut pour le passage de ses troupes, dignitaires et commerçants. C'est d'ailleurs dans l'Algérie de l'époque le seul endroit où le pouvoir Makhzen de la régence payait un tribut à des populations locales insoumises. Laurent-Charles Féraud (1872) cite le voyageur français Jean-André Peyssonnel, qui de voyage en Algérie en 1725 notait:

« Ces troupes [la milice turque], si redoutables dans tout le royaume, sont obligées de baisser leurs étendards et leurs armes, en passant par un détroit fâcheux appelé la Porte de fer, entre des montagnes escarpées. La nation dite Benia-Beïd [Beni-Abbas], qui habite ces montagnes, les force à la soumission.[…] et ils s'estiment encore heureux d'être en paix avec eux, sans quoi il faudrait aller passer dans le Sahara pour aller d'Alger à Constantine. »

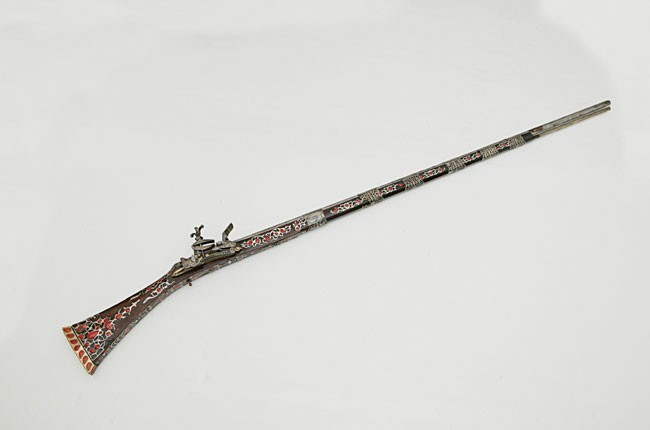
Fusil kabyle de type moukhala du XIXe siècle.

Cette relative indépendance vis-à-vis de la Régence se maintient jusqu'à la fin du XVIIIe siècle où les divisions et luttes internes entre Mokrani font que la plupart d'entre eux sont vassalisés par le Bey de Constantine, qui leur décernera des titres de caïds pour régner sur certaines tribus des Hauts Plateaux pour le compte du Beylik de Constantine. Le cheikh de la Medjana lui-même est considéré comme un grand vassal du bey de Constantine et reçoit des présents de reconnaissance s'il peut verser un tribut. Cependant il administre son domaine comme il l'entend et exerce les droits régaliens de haute et de basse justice. La Régence continue de lui verser le droit de passage de l'ouadia et il empêche la reconstruction par la Régence du fort de Bordj Bou Arreridj. Le bey de Constantine, loin d'ignorer les branches mineures ou évincées des Mokrani, les soutient pour entretenir les divisions de la Medjana et empêcher ainsi le cheikh de constituer un danger pour son autorité dans le beylik.
L'alliance matrimoniale entre les Mokrani et la famille de Ahmed Bey (lui-même descendant de Mokrani), plonge un peu plus la Medjana dans la confusion. La nomination de Ahmed Bey en 1825 à Constantine, réveille des querelles internes aux Mokrani, desquelles Ahmed bey espère tirer parti. Cependant Ben Abdallah Mokrani, se maintient cheikh de la Medjana et prélève l’impôt dans l'Ouannougha.

### Relation avec le Sahara
Dès le XVIe siècle, le sultan Ahmed Amokrane pousse ses troupes dans le Sahara où il va se heurter à la confédération des Douaouidas et réduire leur domaine. Il réussit à fidéliser un certain nombre de tribus et nomme un khalifa,. Cependant le contrôle sur les Zibans, Ouargla et Touggourt s'estompa dès la mort de Ahmed Amokrane et son successeur Sidi Naceur délaisse les régions sahariennes. C'est donc le chef des Douaouidas, Ahmed Ben Ali, dit Bou Okkaz, cheikh el arab qui contrôle la région à la faveur du déclin des Mokrani. Il accordera sa fille en mariage à Sidi Naceur et son petit-fils Ben Sakheri, avec le concours des Mokrani, est vainqueur à la bataille de Guidjel opposant le bey de Constantine aux tribus sous son commandement,.
Au cours des siècles suivants, les relations commerciales restent soutenues entre les Aït Abbas et les Aït Yaala et les oasis du sud notamment Bou Saâda.

## Société et culture

### Société tribale et villageoise

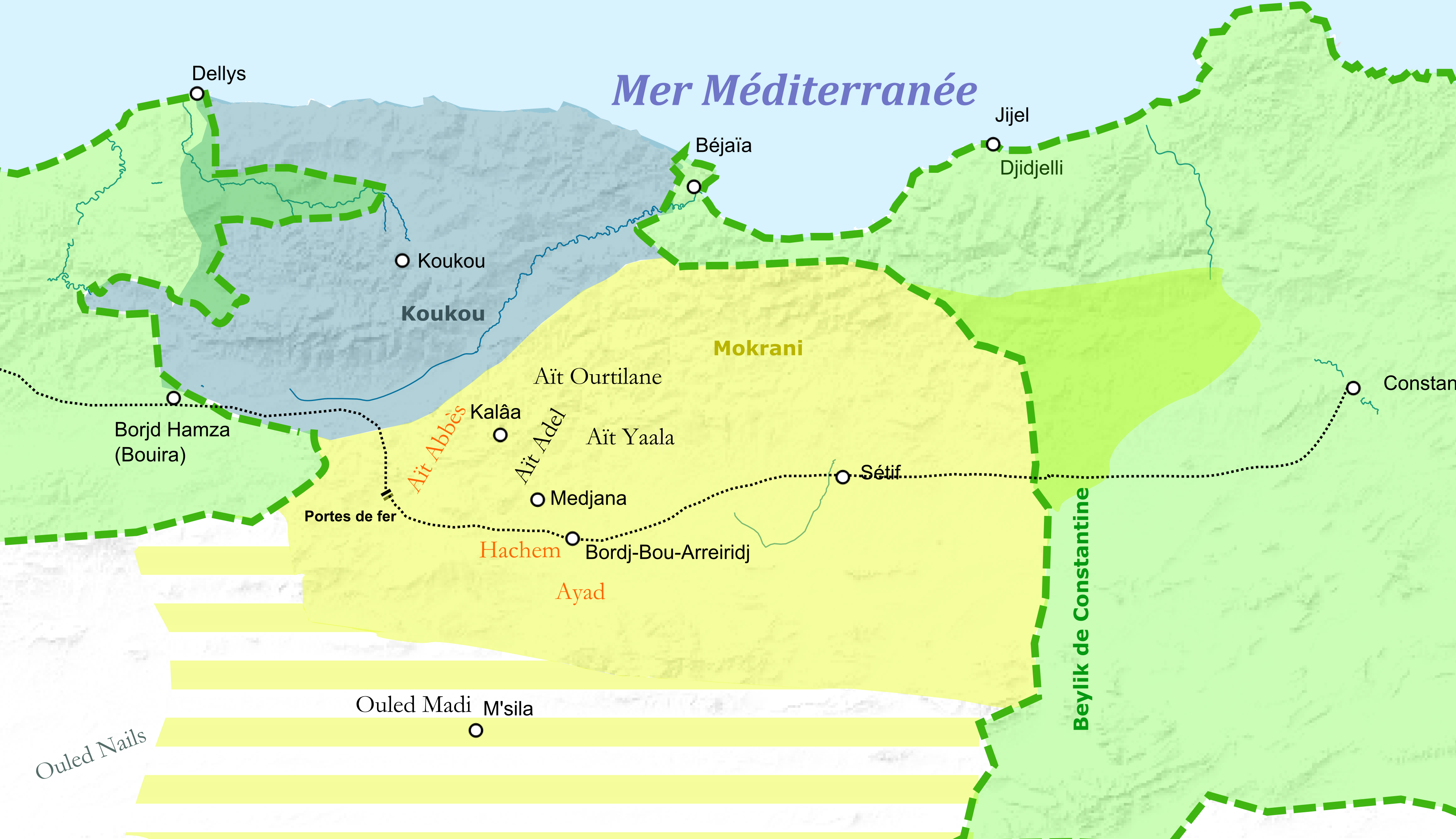
Le territoire et les principales tribus sous l'autorité des Mokrani, dont les tribus makhzen en orange.

La société kabyle ancienne est un ensemble de « républiques villageoises », gérant leur affaires autour d’assemblées villageoises (tajamâat), le tout rassemblé en tribus. Ces tribus entretenait des liens avec les dynasties locales médiévales, Zirides, Hammadides puis Hafsides. La prise de Béjaïa par les Espagnols n'éteint pas les liens entre tribus, du fait de la fondation de seigneuries désignées par les Espagnols comme les « royaumes » des Aït Abbas, de Koukou et d'Abdeldjebbar. Les liens entre celles-ci et Tunis - alors ville hafside - sont avérés durant le XVIe siècle. La question de l'existence du royaume de Koukou et du royaume Beni Abbès se pose dans une société où l’émiettement en plusieurs républiques jalouses de leur indépendance est la règle jusqu'au XIXe siècle. La société kabyle a connu d'autres chefferies avant ces royaumes. Durant l'époque hafside en 1340, une femme exerce le pouvoir secondé par ses fils chez les Aït Iraten.
En effet, la question des royaumes kabyles, pose la question de leur relation aux autres « États » et « Cités » d'une part et celle de leur relation à la structure tribale d'autre part. Les kabyles sont structurés en communautés rurales qui doivent assurer leur autonomie face à l'hégémonie des seigneuries, notamment sur le plan fiscal et de la maîtrise des ressources (les forêts et leurs richesses). Sur un autre plan, ces communautés doivent également apporter leur soutien aux seigneuries face à la pression d'un « État central », celui de la régence d'Alger. Les tribus des Beni Abbas, Hachem et Ayad sont réputés tribu makhzen des Mokrani et les deys reconnaissant tacitement l'indépendance des Mokrani, ne réclament pas d’impôts à ces tribus.
Le rôle et la structure des « républiques villageoises » kabyles, autour de la tajmâat, sans être un particularisme kabyle ou une structure immuable de la société kabyle, serait dû à la chute de l’État hafside dans cette région. Ce rôle des tajmâat conditionne la relation de Kabylie aux états centraux. Son existence doit être replacée dans son contexte maghrébin pour plus de cohérence et être vu non comme une particularité, sinon une structure commune au Maghreb ayant, dans le contexte historique de la Kabylie, prit un rôle important,.
Les Mokrani (désignés en kabyle sous le nom d'Aït Mokrane) constituent une aristocratie guerrière, qui socialement va connaître la concurrence de mouvements religieux : c'est le cas notamment de la famille Ben Ali Chérif dans la vallée de la Soummam. Il faut aussi noter le rôle important des confréries et marabouts, dont la Rahmaniyya, fondée en 1774, qui va gagner en influence en Kabylie. C'est avec l'appui de cette confrérie que Mohamed Mokrani lance la révolte de 1871, dont l'échec marque définitivement la fin du rôle politique des Mokrani sur la région.
Hocine El Wartilani, un savant du XVIIIe siècle, issu de la tribu des Aït Ourtilane, donne son opinion en 1765 qui devait être partagée parmi les kabyles sur le pouvoir des Mokrani, selon laquelle ces derniers « tyrannisent » pour se venger de la perte de leur suprématie dans la région (tributaire de la Régence) et depuis l'assassinat de leur ancêtre Sidi Naceur Mokrani, vers 1600, ses descendants exercerait sur la région une forme de vengeance.
D'autre part les Mokrani, s'appuyant sur l'usage de leurs ancêtres (imgharen Naït Abbas), aident les populations en fournissant un minimum à ceux qui se présentent à la Kalâa. Cette tradition remonterait aux premiers princes des Aït Abbas. Il semblerait également que la tribu des Aït Abbas fut fondée en même temps que le royaume de la Kalâa, peu après la prise de Béjaïa en 1510. En effet, les émirs hafsides de Béjaïa, ancêtres des Mokrani, s'installant à la Kalâa, ont rassemblé une nouvelle tribu autour de leur centre de pouvoir.
Le royaume de Beni Abbès représente dans la région l'absence de rupture totale du lien à l’État, établi depuis longtemps notamment avec les Hafsides (1230-1510), les Almohades (1152-1230) et les Hammadides (1065-1152). Les invasions hilaliennes au XIe siècle ravivant le nomadisme, puis plus tard la politique administrative et de guerre de la régence d'Alger, vont avoir pour effet tardif et indirect de « retribaliser » la Kabylie où sous le revêtement pseudo-étatique les structures traditionnelles se sont maintenues. Au XVIIe siècle, la société kabyle va être profondément marquée par un afflux de populations fuyant l'autorité de la Régence et qui vont lui donner le caractère de montagne surpeuplé qu'elle gardera jusqu'à l'indépendance algérienne. Louis Rinn, détaille l'éclatement des Mokrani en différents camps rivaux, chefferies et commandements tribaux dès le XVIIe siècle réduisant l'aire d'influence réelle des chefs des Beni Abbès et de la Medjana et les rendant dans une moindre mesure tributaire de la régence d'Alger à partir de la fin du XVIIIe siècle et surtout au XIXe siècle.

### Culture savante

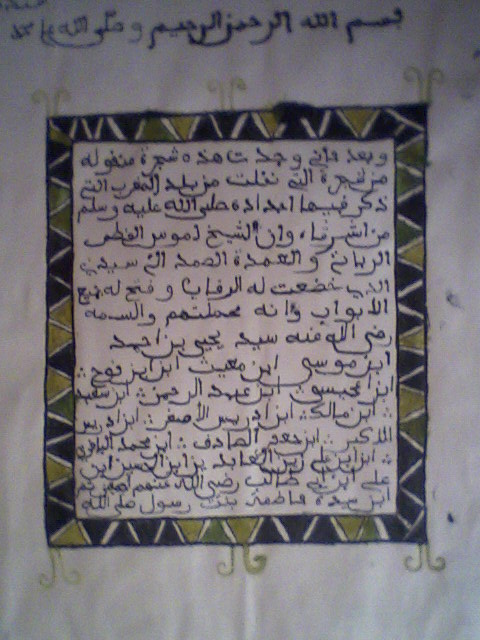
Copie d'un ancien manuscrit sur la généalogie du saint Sidi Yahia El Aidli.

La Kabylie est constituée d'un réseau de zaouïas, siège d'une véritable connaissance écrite dans une société marquée par l'oralité berbère. Cette « Kabylie écrivant » est une véritable « montagne savante ». Le cas le plus marquant est celui des Aït Yaala dont la réputation est vantée par un proverbe local : « Au pays des Beni Yaala, poussent les oulémas, comme pousse l’herbe au printemps ». Certains n'hésitent pas à comparer le niveau d'érudition des Aït Yaala à celui des universités de la Zitouna (Tunis) ou de la Qaraouiyine (Fès). Sur le plan politique, la tribu des Aït Yaala était rattachée au cheikh de la Medjana qui nommaient les caïds de la région.
Cette tradition lettrée de l'époque doit être replacée dans son contexte géographique. En effet, la montagne a toujours joué un rôle important pour la plaine (export des surplus de production, migration saisonnière etc.) et la Kabylie est à l'interface de grandes villes côtières (Béjaïa, Alger, Dellys...).
Le contexte historique est aussi important. En effet, l'implantation de l'écrit savant, dans un lieu où il n'est pas forcément attendu (arrière-pays montagneux) serait lié à des facteurs historiques : l'intense relation à cette époque entre la montagne et les cités proches et l’usage des montagnes kabyles comme refuges par des élites de tout ordre durant les périodes de crises ou de guerres. En effet, il faut noter le rôle capital de Béjaïa, comme place intellectuelle du Maghreb central et les liens avec l'Andalousie puis l'afflux de réfugiés andalous. Ce statut d'utilisation de l'écrit dans l'interaction de l'arrière-pays avec les cités serait donc antérieur à la période ottomane.
L'usage de l'écrit en pays kabyle dépasse le cadre de l'usage savant. Lors de la colonisation, au XIXe siècle la quasi-totalité des Aït Yaala possédait déjà des actes de propriété, ou des contrats rédigés par des cadis ou des lettrés locaux. Féraud rapporte également que des actes de propriété édités par l'administration Ahmed Amokrane aux fellahs, étaient retrouvés chez quelques individus au XIXe siècle. L'exhumation de la bibliothèque du Cheikh El Mouhoub datant du XIXe siècle confirme cette implantation de l'écrit en pays berbère ; avec un fonds de plus de 500 manuscrits, d'origines et d'époques variés traitant de divers sujets : fiqh, adab, astronomie, mathématiques, botanique, médecine.
Au niveau de la tribu des Aït Yaala, les bibliothèques sont désignées en kabyle sous le nom de tarma, mot qui est surement d'origine méditerranéenne (car commun de l'Irak au Pérou pour désigner les bibliothèques) et témoignerait de l'apport de réfugiés andalous ou de lettrés béjaouis, mais aussi du déplacement des lettrés locaux. Ces éléments indiquent que les villages, loin d'être renfermés sur eux-mêmes, sont en lien avec le monde.
Ces apports et interactions avec les savoir-faire du monde méditerranéen (béjaoui, andalous, juifs, etc.) se retrouvent également dans l'artisanat du Guergour (tapis, orfèvrerie...). Cependant loin d'être uniquement un réceptacle du savoir méditerranéen, la montagne kabyle est en interaction avec d'autres régions.
La Kalâa des Beni Abbès surnommée en kabyle « l'qelâa taƐassamt », « Kalâa la merveilleuse », est aussi une cité prestigieuse dans cette région. En effet, la Kalâa et le massif montagneux des Bibans sont également le siège d'un milieu intellectuel actif.

## Architecture

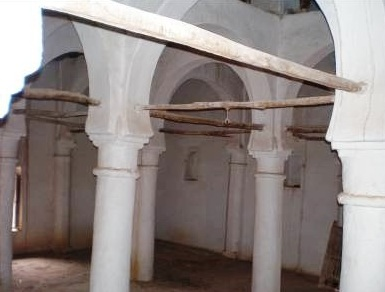
Éléments d'architecture andalous du Mausolée du sultan Ahmed.

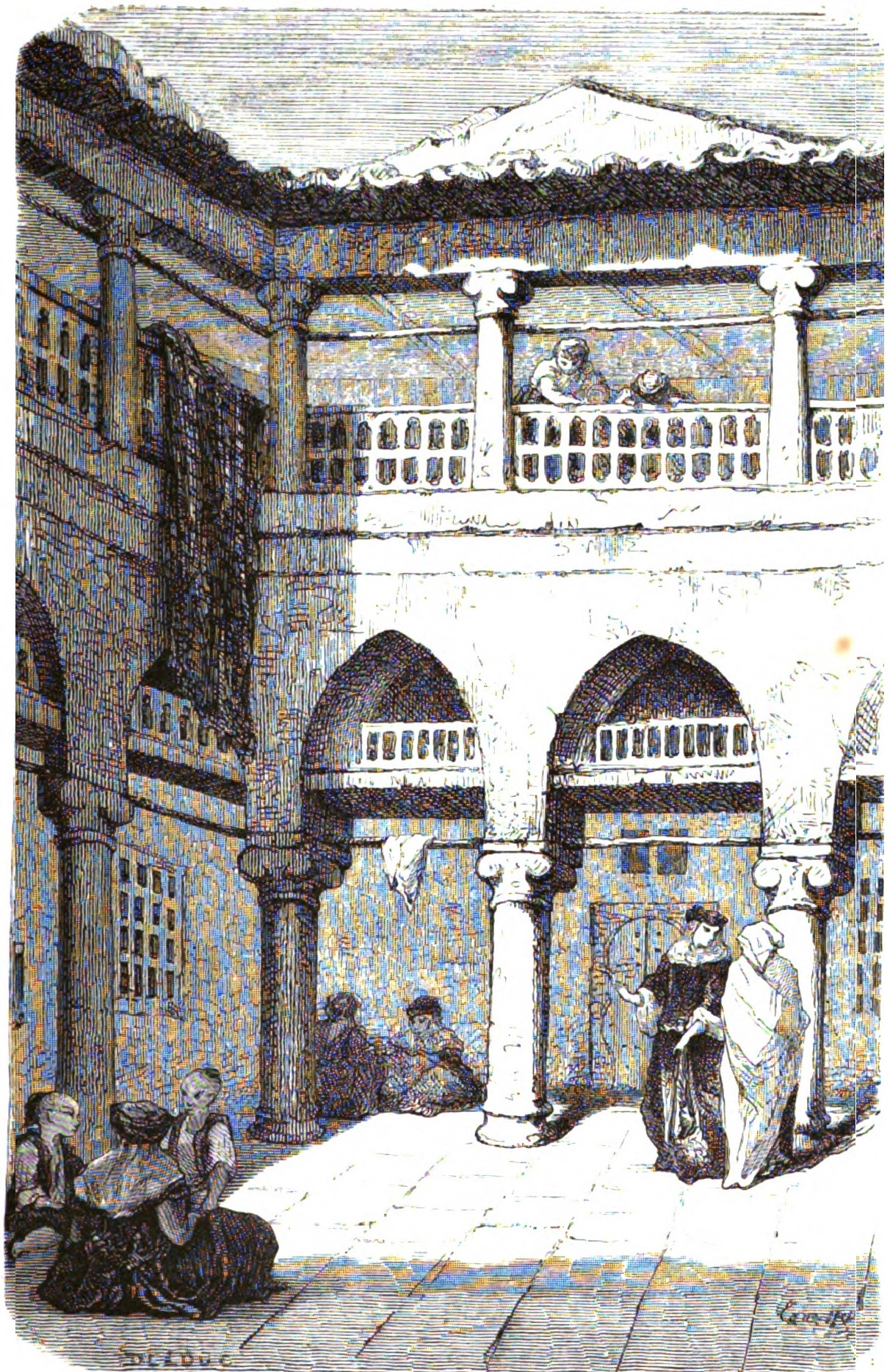
Cour intérieure d'une maison de la Kalâa (v.1865).

Les villages des Aït Abbas présentent une architecture et un certain raffinement citadin qui tranche avec leur statut de village kabyle. Ce raffinement serait dû essentiellement à leur passé florissant de l'époque du royaume des Beni Abbès. Les maisons d'Ighil Ali sont similaires à celles de la casbah de Constantine ; les maisons sont étagées avec balcons et arcades. Sur le plan urbain, les ruelles sont étroites et pavées, contrastant avec l'aisance des demeures. Les portails sont en bois dur, taillé avec des rosaces et divers motifs.
Les maisons de la Kalâa sont décrites comme en pierre et couvertes de tuiles. Selon Charles Farine qui a visité la Kalâa au XIXe siècle, les maisons de la Kalâa sont spacieuses, avec cours intérieures, ombragées d'arbres et de plantes qui grimpent aux galeries. Les murs sont recouverts de chaux. La Kalâa reprend l'architecture des villages kabyles, très agrandie et complétée de fortifications, de postes d'artillerie et de guet, de casernes, d'armureries et d'écuries pour les unités de cavalerie. La Kalâa possède aussi une mosquée d'architecture berbèro-andalouse encore conservée.
Les travaux d'ouvrages militaires sont menés essentiellement par Abdelaziz El Abbès au XVIe siècle, comme la casbah surmontée de quatre canons de gros calibres et le mur d'enceinte édifié à la suite de la première expédition ottomane en 1553.
Cependant, de nos jours, la Kalâa est dans un état délabré à cause des bombardements durant les conflits avec l'armée française et les 3/5 des édifices sont en ruines.

## Économie

### Ressources naturelles et agriculture

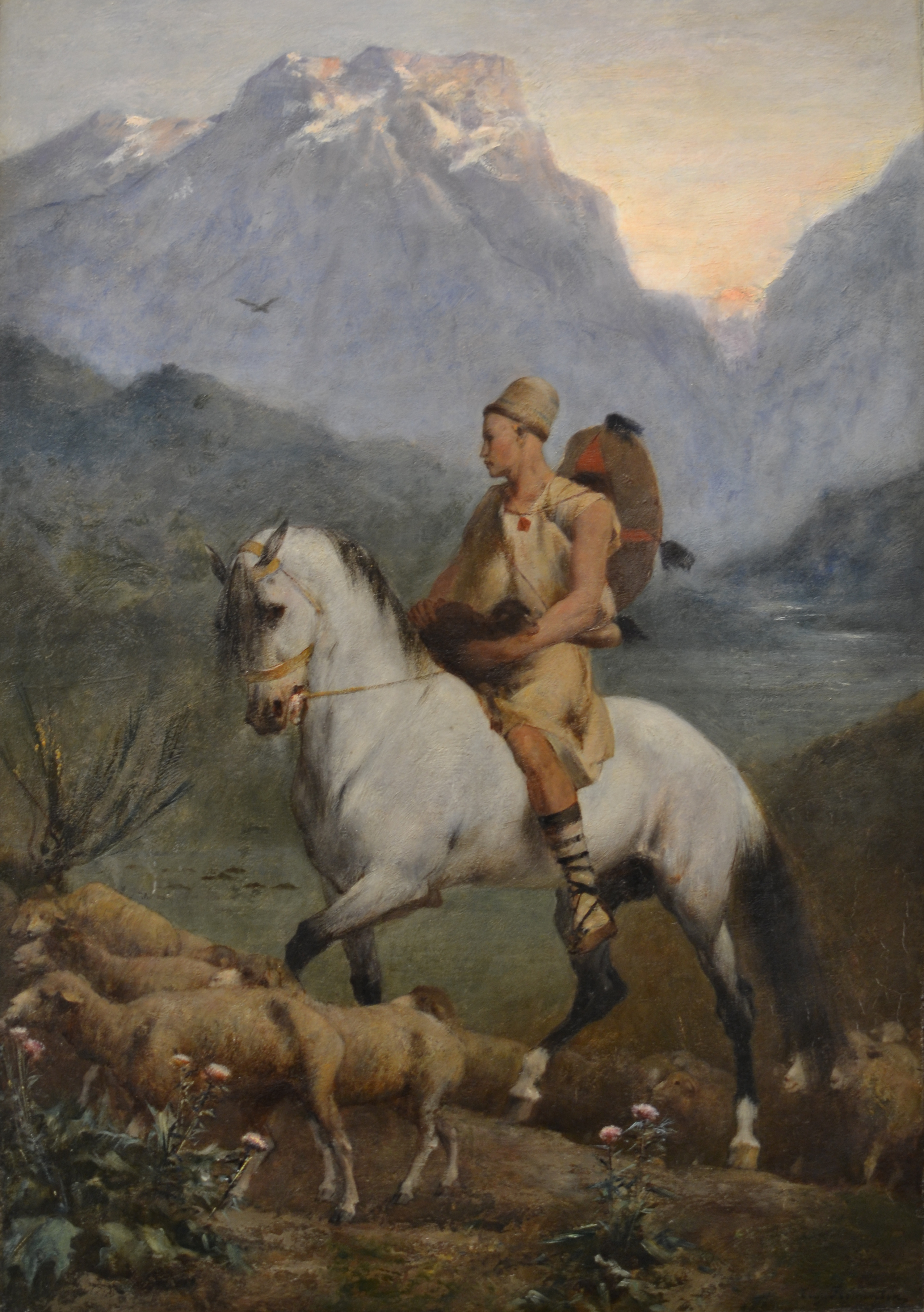
Berger kabyle, par Eugène Fromentin.

L'économie kabyle ancienne combine une pauvreté des ressources naturelles et une forte densité de populations. Cet équilibre est connu dès l'époque d'Ibn Khaldoun. Antérieurement à la présence française, la production est essentiellement vivrière dans un espace montagneux et limité. Ce mode productif est sujet aux catastrophes naturelles (sécheresse) ou aux événements politiques (conflits). La viabilité du système ne peut être comprise qu'à la lumière de l’organisation sociale, lignagère et liée à la terre.
L'économie des Aït Abbas et l'économie kabyle en général donne une place importante à l'arboriculture et l’horticulture qui n'offrent que peu de ressources d'où une intense activité commerciale et manufacturière,. Au départ implantés dans les environs de la Kalâa au XVIe siècle, les Mokrani vont se rendre maîtres de la Medjana (désignée en kabyle comme Tamejjant) au sud dont les étendues sont fertiles.
Les Aït Abbas cultivent en abondance l'olivier, pour son huile, utile au commerce et à l'artisanat. Les céréales, le figuier et la vigne sont aussi cultivés et séchés. 
Leur territoire produit en outre un grand nombre de figues de barbarie. L'élevage est également pratiqué et fournit une quantité importante de laine. L'économie kabyle ancienne repose sur une sorte de division du travail et un flux d'échange entre la montagne et la plaine, notamment les villes. En temps de paix, ces échanges profitent largement aux Kabyles. Le travail agricole mobilisait une famille, sans recours à une main d’œuvre extérieure excepté dans des cas nécessitant l'entraide entre différentes familles : c'est la pratique de tiwizi. La rareté des terres agricoles force les paysans à mettre en valeur la moindre parcelle de terrain grâce à des combinaisons culturales. Les arbres et les herbes y jouaient un rôle important ce qui leur permettait de produire des fruits, de l'huile d'olive et pratiquer l'élevage (ovin, caprin et bovin). Des associations avec des propriétaires fonciers des plaines permettaient de s'approvisionner en blé et en orge qui constituent la base de l'alimentation. La Kalâa, elle, trouvait ses ressources agricoles dans la plaine de la Medjana réputée pour sa fertilité. Une branche mineure et maraboutique des Mokrani, des environs de Béjaïa, règne également sur l'exploitation locale du bois pour le compte de la flotte ottomane : la karasta.

### Commerce

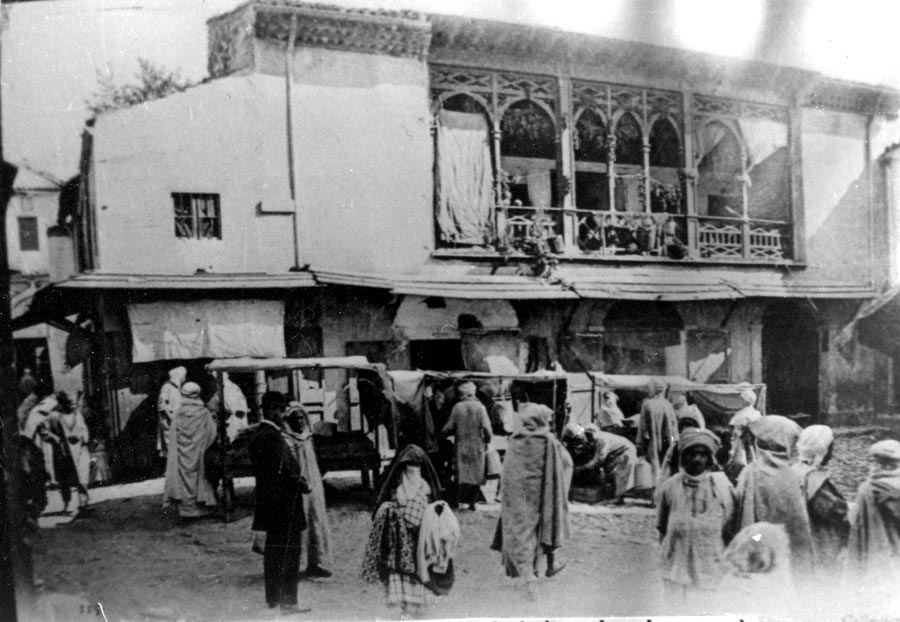
Fondouk des Aït Abbas à Constantine (fin XIXe siècle).

Le royaume des Beni Abbès contrôle le passage stratégique des portes de fer sur la route reliant Alger et Constantine. Depuis le XVIIe siècle, la Régence verse un droit de passage : l'ouadia, ce qui constitue une source de revenu pour les Aït Abbas et les Mokrani,.
La Kalâa des Aït Abbas se situe également sur le triq sultan, route royale reliant le sud à la ville de Béjaïa, depuis le Moyen Âge, celle de la mehalla,. Les conquêtes de Ahmed Amokrane vers la fin du XVIe siècle ont ouvert de nombreux débouchés vers le sud (Zibans, Touggourt…). Cependant, en raison de l'inaction politique de Sidi Naceur arrivé au pouvoir en 1600, les liens avec les tribus du sud tributaires se relâchent et elles retrouvent leurs habitudes d'indépendance. Les conquêtes d'Ahmed Amokrane ainsi perdues sont autant de débouchés commerciaux en moins pour les Aït Abbas et les tribus sahariennes encore sous l'autorité de la Kalâa, chez qui le commerce occupe une position très importante. Ces mauvaises affaires les poussent à faire assassiner le sultan Sidi Naceur.
La place du commerce dans l'économie locale fait que les marchands (ijelladen) sillonnent tout l'espace algérien. Dès le début du XVIe siècle, le commerce de grains avec les Espagnols, enclavés dans Béjaïa est attesté. Le royaume s'étendant au sud, une des voies de commerce concernait également cette région, relais du commerce transsaharien. Une des principales villes concernées est Bou Saâda et M'Sila une étape sur sa route, fréquentée par les marchands des Aït Abbas, Aït Yaala et Aït Ourtilane, mais aussi en dehors du domaine des Mokrani, par des commerçants Zouaoua. Les tribus kabyles y exportent de l'huile, des armes, des burnous, du savon et des ustensiles en bois pour en importer de la laine, du henné et des dattes. Le commerce est aussi effectué avec les villes relevant de la régence d'Alger, notamment Constantine qui voit arriver les marchands des Aït Yaala, Aït Yadel et Aït Ourtilane. Les artisans armuriers des Aït Abbas fournissaient Ahmed Bey. Comme les tribus de Aït Yaala et de Aït Ourtilane, les Aït Abbas possèdent un fondouk à Constantine. Les Aït Yaala en possèdent également un à Mascara. Cependant les marchands préfèrent le port de Béjaïa qui est leur marché naturel et débouché vers la mer. Enfin, au-delà de la régence d'Alger, les Aït Abbas et Aït Ourtilane vont commercer vers Tunis et les burnous produits, dont le burnous rayé des Aït Abbas sont prisés jusqu'au Maroc,,. Les Aït Abbas sont les plus réputés pour le commerce et présents dans de nombreuses villes. Le commerce peut aussi servir à apporter des matériaux de qualité supérieure comme les fers d'Europe, importé par la régence d'Alger et préféré aux fers locaux de qualité moindre. Sur le plan interne aux tribus, il faut aussi noter l'existence sur leurs territoires de souks (au pluriel leswaq) hebdomadaires, jouant un rôle dans les échanges internes. Pour les Aït Abbas, il y en a quatre dont un le jeudi à la Kalâa. Les Aït Abbas et les tribus lointaines, extérieures à la Kabylie, fréquentent le souk de la Medjana, à proximité de Bordj Bou Arreridj le dimanche.

### Artisanat

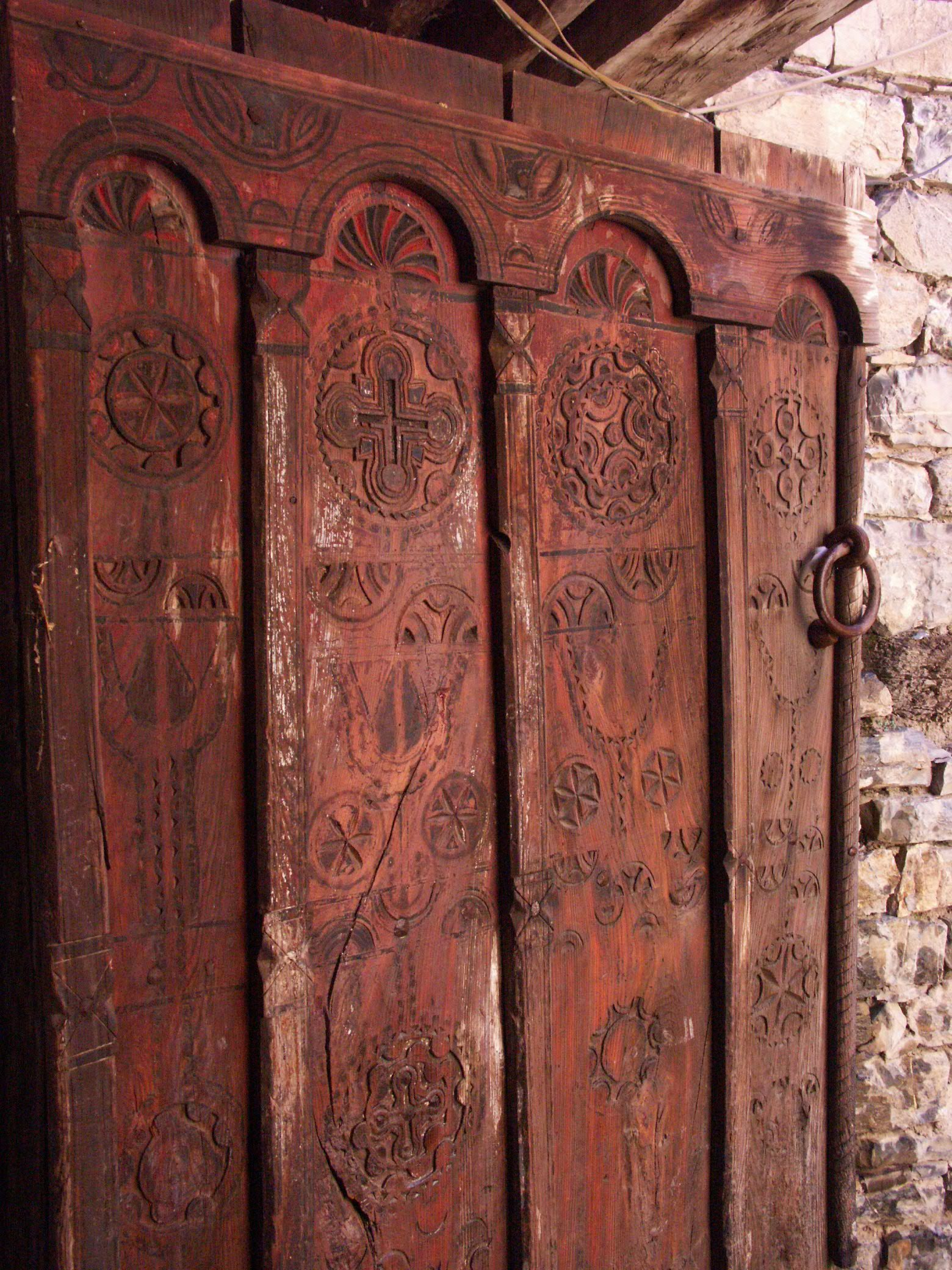
Porte de la région d'Ighil Ali.

En plus de cultiver la terre, les tribus kabyles ont toujours fabriqué localement ce qui leur était nécessaire, tout en alimentant leur commerce extérieur par ces productions manufacturières. La transformation des métaux, dont le fer, existe dans plusieurs tribus, dont certaines sont spécialisées comme les Aït Abbas. Très répandue, cette activité répondait aux besoins agricoles, nécessitant des outils et instruments au quotidien. Les iḥeddaden (forgerons) faisaient preuve d'une grande habileté et leur production était variée.
La présence de forêts en Kabylie a permis des activités liées à l'exploitation du bois. Comme pour les métaux, les usages agricoles et domestiques (métier à tisser, etc.) concernent de nombreux produits. Il existe aussi une confection d'objets de menuiserie et d'arts (portes, toitures, coffres et meubles sculptés). Il faut aussi noter l'exportation de certaines essences pour les chantiers navals ottomans, ou vers la Tunisie et l'Égypte. Le tissage de la laine est également présent dans toutes les maisons, où il est majoritairement exercé par les femmes. Il en ressort une production de vêtement (burnous), tapis et couvertures.
Enfin d'autres activités comme la poterie, la vannerie et la sellerie sont au moins aussi importantes et il existe une fabrication locale de savon, tamis, tuile, plâtre et une exploitation du palmier nain.
La tribu des Aït Abbas est connue comme riche et commerçante, mais aussi industrieuse. Les richesses des Mokrani sont gardées à la Kalâa, mais il est probable qu'elles sont investies dans le commerce et l'artisanat où elles sont susceptibles de produire des richesses. D'après Ernest Carette, elle est au Tell ce que les Mzab sont au Sahara. La principale activité est la fabrication de burnous rayés, très prisés, tissés par les femmes et cousus par les hommes avec le plus grand soin et propreté. Le savon noir lui-même n'est pas rare et fabriqué en quantité dans tous les villages des Aït Abbas, d'une part grâce à la présence abondante de l'olivier et donc de l'huile d'olive et de la soude obtenue à partir des cendres de myrte. En outre, les Aït Abbas possèdent aussi des industries d'armes à feu.